# Caraval (félin)
Parent  mâle  de l'hybridation 
  Caracal caracal 
×

Parent  femelle  de l'hybridation 
  Leptailurus serval 

Le caraval (aussi appelé cara-serval ) est le croisement hybride entre un caracal mâle et une femelle serval. Leur fourrure tachetée est semblable à celle du serval, mais est de couleur plus foncée , , .